# Feriados no Paraguai
| Data            | Nome em português          | Nome local (em espanhol)      | Observações                                                  |
| --------------- | -------------------------- | ----------------------------- | ------------------------------------------------------------ |
| 1 de janeiro    | Ano Novo                   | Año Nuevo                     |                                                              |
| 1 de março      | Dia dos Heróis             | Día de los Héroes             | Fim da Guerra do Paraguai                                    |
| (varia)         | Quinta e Sexta-feira Santa | Jueves y Viernes Santo        |                                                              |
| 1 de maio       | Dia do Trabalho            | Dia de los Trabajadores       |                                                              |
| 14 e 15 de maio | Dia da Independência       | Dia de la Independencia       |                                                              |
| 12 de junho     | Dia da Paz no Chaco        | Dia de la Paz del Chaco       |                                                              |
| 29 de setembro  | Dia da Batalha de Boquerón | Dia de la Batalla de Boquerón |                                                              |
| 8 de dezembro   | Dia da Imaculada Conceição | Dia de la Virgen de Caacupé   |                                                              |
| 25 de dezembro  | Natal                      | Navidad                       | Celebração do nascimento de Jesus Cristo na tradição cristã. |

## Outros feriados
No Paraguai o Domingo de Páscoa e a Véspera de Ano Novo podem ser feriados conforme o departamento.